# 蘇拉河 (伯朝拉河支流)
蘇拉河是俄羅斯的河流，屬於伯朝拉河的左支流，由涅涅茨自治區和科密共和國負責管轄，河道全長353公里，流域面積約10,400平方公里，河水主要來自雨水和融雪，每年十月至翌年六月結冰。